# Episodi speciali di Power Rangers Megaforce
Gli episodi speciali di Power Rangers Megaforce sono stati trasmessi sul canale statunitense Nickelodeon il 19 ottobre 2013 ed il 7 dicembre 2013

## Episodi
| nº | Titolo originale                 | Titolo italiano            | Prima TV USA    | Prima TV Italia  |
| -- | -------------------------------- | -------------------------- | --------------- | ---------------- |
| 1  | Raising Spirits                  | Il Mostro Di Halloween     | 19 ottobre 2013 | 4 luglio 2014    |
| 2  | The Robo Knight Before Christmas | Buon Natale Da Robo Knight | 7 dicembre 2013 | 25 dicembre 2013 |

## Il Mostro di Halloween
- Titolo Originale: Raising Spirits
- Diretto da: James Barr
- Scritto da: Jim Peronto

### Trama
In questo speciale di Halloween, i Rangers incontrano un medium la cui sfera di cristallo curiosamente mostra loro delle precedenti battaglie. Il chiaroveggente si rivela essere un mutante chiamato Glytcher che tenta di causare malfunzionamenti in tutti i dispositivi elettronici della città. Con l'aiuto di Emma, i Rangers dovranno trovare una soluzione per sconfiggerlo e salvare Halloween.

## Buon Natale Da Robo Knight
- Titolo Originale: The Robo Knight Before Christmas
- Diretto da: James Barr
- Scritto da: James W. Bates

### Trama
Robo Knight apprende il vero significato del Natale da un gruppo di bambini, quando viene scambiato per un regalo natalizio e messo in una cassa diretta in Africa.